# Уили Уонка и шоколадовата фабрика
„Уили Уонка и шоколадовата фабрика“ (на английски: Willy Wonka & the Chocolate Factory) е американски филм от 1971 г., режисиран от Мел Стюърт, с участието на Джийн Уайлдър като Уили Уонка. Това е адаптация на романa „Чарли и шоколадовата фабрика“ (1964 г.) от Роалд Дал и разказва историята на Чарли Бъкет, който получава златен билет да посети фабриката за шоколадови изделия на Уили Уонка заедно с четири други деца от различни краища на света.
Снимките са направени в Мюнхен през 1970 г., а филмът се разпространява от Paramount Pictures, като премиерата е на 30 юни 1971 г. През 1972 г. филмът получава номинация за Оскар за най-добра оригинална музика, а Уайлдър е номиниран за Златен глобус за най-добър актьор в мюзикъл или комедия, но не печели.
През 2014 г. филмът е избран за съхранение в Американския национален филмов регистър към Конгресната библиотека на САЩ като „културно, исторически или естетически значителен“.
До 1977 г. Paramount Pictures разпространява филма. След това всички права на филма са предоставени на Warner Bros., които започват да се упражняват през 1980 г.